# Alexandre Vardin
Alexandre Vardin est un footballeur français né le 18 septembre 1989. Il évolue au poste de défenseur au Beaumont SA.

## Biographie

### SM Caen
Alexandre Vardin est repéré à l'âge de 16 ans en Guadeloupe par le SM Caen. De 2007 à 2011, il joue durant quatre saisons dans l'équipe réserve mais il ne signe pas professionnel. En septembre 2009, il participe à un stage de présélection en vue des Jeux de la Francophonie à Clairefontaine avec l'équipe de France des moins de 20 ans. Finalement, il ne figurera pas dans le groupe de 20 joueurs qui s'envolera pour Beyrouth.

### US Quevilly
Il signe alors à l'US Quevilly, club qui vient de décrocher la montée en National. Durant cette saison, il participe au parcours de son club qui atteint la finale de la Coupe de France. Il est titulaire lors de cette finale. 

### US Boulogne Côte d’Opale
Le 7 septembre 2012, il s'engage 1 an avec Boulogne.

### SC Sedan
La saison suivante, il signe au CS Sedan Ardennes, tout juste relégué en CFA2. Avec les Vert et Rouge, il remporte deux montées consécutives et le club est même Champion de CFA (groupe A) en 2015. À Sedan, il s'impose comme un titulaire en puissance au poste d'arrière droit.

### Le Mans FC (depuis 2016)
Durant le mercato d'été de la saison 2016-2017, il signe au Mans FC en CFA 2.
Il est l’un des grands acteurs de la montée du Mans FC en Ligue 2, après sa victoire 2-0 face aux Corses du Gazélec le 2 juin 2019.
Après une saison stoppée prématurément en raison de la covid-19, Le Mans FC se voit relégué en National mais Alexandre Vardin décide de rester au club.

### Beaumont SA (depuis 2025)
Pour la saison 2025-2026, il s'engage dans le club de Beaumont SA en Régional 2 au sein du club Sarthois qui propose un projet ambitieux avec d’anciens joueurs professionnels comme Anthony Derouard ainsi que le meilleur buteur des championnats régionaux à savoir l'international Sénégalais Santy Ngom.

## Statistiques
| Saison                | Club                  | Championnat           | Championnat | Championnat | Championnat | Coupe nationale | Coupe nationale | Coupe nationale | Coupe de la Ligue | Coupe de la Ligue | Coupe de la Ligue | Total | Total | Total |
| Saison                | Club                  | Division              | M.          | B.          | P.d.        | M.              | B.              | P.d.            | M.                | B.                | P.d.              | M.    | B.    | P.d.  |
| 2016-2017             | Le Mans FC            | CFA 2                 | 22          | 1           | 0           | 0               | 0               | 0               | 0                 | 0                 | 0                 | 22    | 1     | 0     |
| 2017-2018             | Le Mans FC            | National 2            | 26          | 0           | 0           | 3               | 0               | 0               | 0                 | 0                 | 0                 | 29    | 0     | 0     |
| 2018-2019             | Le Mans FC            | National              | 28          | 1           | 0           | 1               | 0               | 0               | 0                 | 0                 | 0                 | 29    | 1     | 0     |
| 2019-2020             | Le Mans FC            | Ligue 2               | 12          | 0           | 0           | 2               | 0               | 0               | 3                 | 0                 | 0                 | 17    | 0     | 0     |
| 2020-2021             | Le Mans FC            | National              | 10          | 0           | 1           | 1               | 0               | 0               | 0                 | 0                 | 0                 | 11    | 0     | 1     |
| Total sur la carrière | Total sur la carrière | Total sur la carrière | 98          | 2           | 1           | 7               | 0               | 0               | 3                 | 0                 | 0                 | 108   | 2     | 1     |